# T'Pol
T'Pol es un personaje ficticio del universo Star Trek, interpretado por la actriz Jolene Blalock en la serie Star Trek: Enterprise. Es una vulcana que sirve como oficial de ciencias a bordo de la nave Enterprise (NX-01).
T'pol es la contraparte femenina de Spock. Su nombre fue tomado de la serie original "Viaje a las estrellas" (1966-1969) del primer comandante vulcano a bordo de la nave "Enterprise" (NCC-1701) cuyo nombre era Spock interpretado por el actor Leonard Nimoy, reemplazaron la S y la K de Spok por las letras que le seguían en el abecedario, es decir la T y la L, resultando como nombre final T'pol.[cita requerida]
Al principio de la serie Star Trek: Enterprise, T'Pol estaba comisionada a la nave Enterprise como representante del Alto Comando Vulcano (año 2149). Su papel al principio era más el de una supervisora de los humanos por parte de los vulcanos, que se oponían a que los humanos se adentraran en el espacio, pues no los consideran "aún preparados", debido principalmente a que los consideraban inferiores y de emociones muy volátiles.
Se casó con Koss (vulcano al que estaba prometida) en 2154, pero se divorcia el mismo año, durante algún tiempo mantuvo una relación amorosa con  Charles Tucker III (ingeniero jefe de la nave Enterprise NX-01).